# Duitse dog

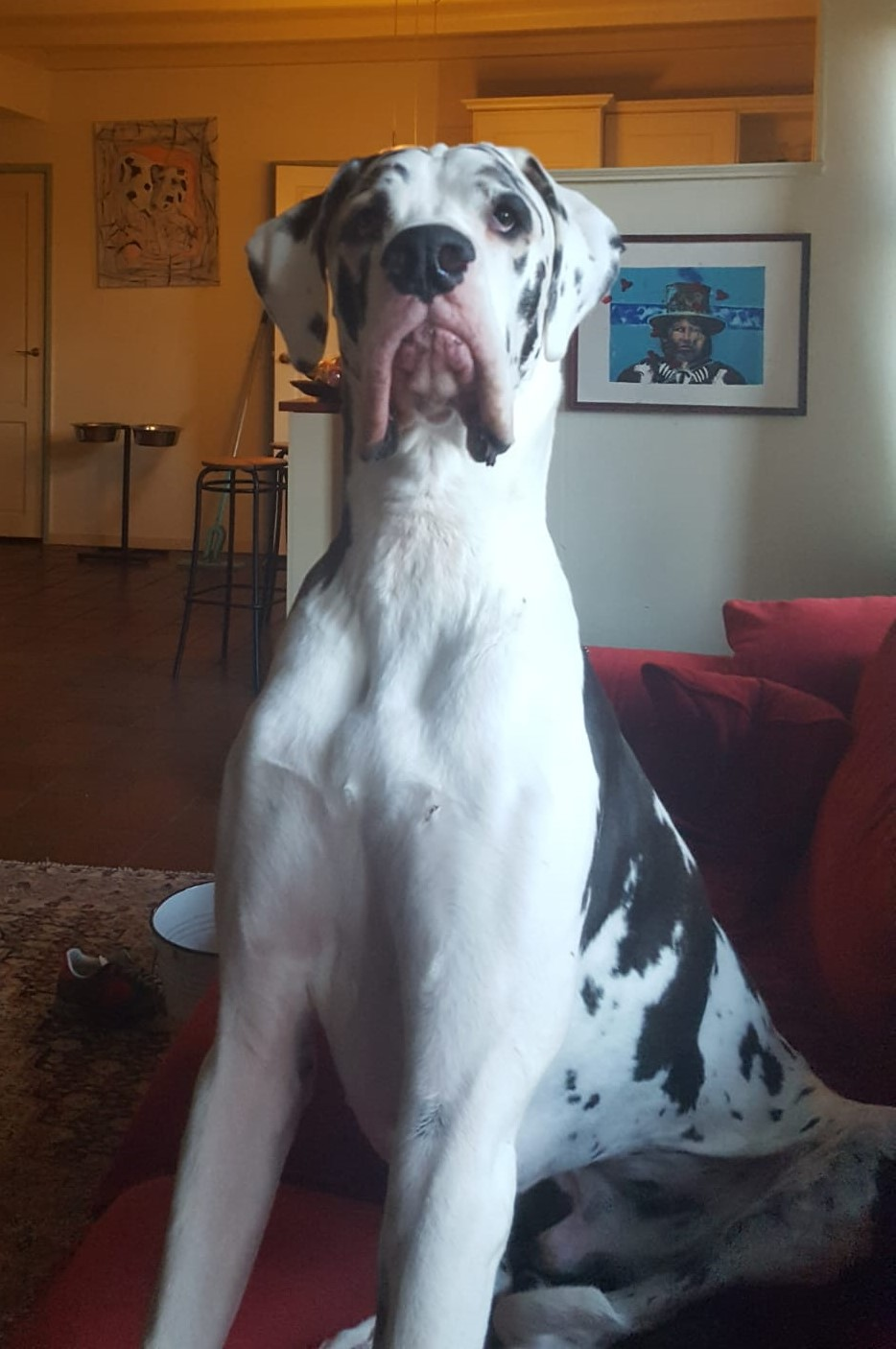
Een Duitse dog met een Harlekijn vachtpatroon.

De Duitse dog is een ras van grote honden. Het ras wordt ten onrechte ook wel Deense dog genoemd, naar de Engelse naam Great Dane.

## Geschiedenis
Reeds 4000 jaar geleden hadden de Assyriërs grote, kort behaarde vechthonden, die men als voorouders van de Duitse dog, de Engelse buldog, de mastiff en de Bordeauxdog mag aanzien. Dat deze honden van de langharige Tibetaanse mastiff afstammen, die grote gelijkenissen vertoont, kan enkel vermoed worden. De Kelten hebben deze doggen-oerouders naar Engeland en Ierland gebracht.
Vanaf de 16de eeuw werden in Engeland sterke, hoogbenige doggen ingevoerd, die uit kruisingen tussen de mastiff en de Ierse wolfshond ontstonden. In het begin van de 17de eeuw werd de fokkerij in Duitsland zelfstandig.
De honden werden aan de hoven van vorsten in Duitsland gehouden ten behoeve van de jacht op beren, everzwijnen en herten en ze waren in staat deze dieren zelfstandig te doden. Voor hun eigen bescherming droegen de doggen 'beschermkledij' die van dikke doeken was gemaakt. Om de oren te beschermen werden deze meestal kort gecoupeerd. Toen de jachtgewoontes veranderden en drijfjachten met dergelijke honden stopten, werd de dog een liefhebbersdier.
De benaming "Duitse dog" werd voor het eerst in 1878 in Berlijn voorgesteld en in 1888 werd de Deutscher Doggen Club (DDC) gesticht. Op 1 oktober 1893 is de Nederlandse Duitse Doggen Club (NDDC) opgericht, die daarmee de oudste 'speciaalclub' voor honden van Nederland is. Over de gehele wereld zijn anno 2012 dertig Duitse Doggenclubs bekend.

## Uiterlijk
De Duitse dog is een van de grootste hondenrassen. De lichaamsbouw is krachtig en elegant. Reuen bereiken een schofthoogte van minimaal 80 cm. Het gewicht ligt tussen de 50 - 100 kg. Ze hebben hoog aangezette, hangende oren.
De vacht is kort en glad aanliggend. Er bestaan drie kleurslagen:
- Geel of geel gestroomd met zwart masker
- Blauw en zwart uit blauw
- Harlekijn: zwart en wit met zwarte vlekken, mantel, platen en grijstijger

De kleurslagen hierboven worden erkend door de Duitse Doggenclub. Echter de grijstijger wordt ook erkend, alleen niet altijd op tentoonstellingen. De grijstijger mag geen NEK (niet erkende kleur) meer genoemd worden en wordt geaccepteerd bij shows. Er zijn goedgekeurde grijstijgers.

## Karakter
Over het algemeen geldt dat Duitse doggen een stabiel karakter hebben en tolerant zijn tegenover kinderen, waardoor ze geschikt zijn om in een gezin te houden. Voorzichtigheid is altijd geboden want bijtincidenten kunnen ernstige gevolgen hebben doordat kaken en hoektanden aanzienlijk groter zijn dan die van een gemiddelde hond. Vanwege hun formaat en kracht verdient de opvoeding, socialisatie en de africhting extra aandacht.

## Gezondheid
Twee op de vijf Duitse doggen krijgen te maken met maagtorsie. Dit is een acuut levensbedreigende aandoening die zeer snel ingrijpen van een dierenarts vereist om opgehoopte gassen uit de maag te laten ontsnappen. Soms wordt, preventief of na een maagkanteling, een gastropexie uitgevoerd: een operatie waarbij de maag aan de buikwand vastgemaakt wordt. Maagtorsie is vooral te herkennen aan het plotseling opzwellen van de buik, soms in enkele minuten.
Andere erfelijke of veel voorkomend afwijkingen bij Duitse doggen zijn:
- Kanker; Duitse doggen kunnen lijden aan verschillende vormen van kanker. De twee meest voorkomende vormen zijn osteosarcoom en lymfoom. Dit zijn tezamen met hart- en vaatziekten en maagtorsies de belangrijkste doodsoorzaken bij de Duitse dog.
- Hart- en vaatziekten; Bij de Duitse dog komt een verscheidenheid van hart- en vaatziekten voor, evenals aangeboren hartafwijkingen waaronder dilaterende cardiomyopathie (DCM), tricuspidalisklepdysplasie (TVD).
- Heupdysplasie kan resulteren in een slopende orthopedische aandoening van de heup. Het wordt veroorzaakt doordat de heupkop niet goed past in de heupkom, wat instabiliteit van het gewricht als gevolg heeft. Na verloop van tijd kan deze misvorming pijn en immobiliteit veroorzaken.
- Hypothyreoïdie; Tekort aan schildklierhormonen.
- Wobblersyndroom (CVI: cervicale vertebrale instabiliteit): Symptomen van wobblersyndroom bij Duitse Doggen verschijnen meestal tussen de leeftijd van 3 en 18 maanden, en omvatten zwakte, slechte coördinatie en verwarring (ataxie). Deze symptomen verergeren na verloop van enkele maanden en, met de tijd, kan een getroffen hond een overdreven manier van lopen ontwikkelen die geleidelijk verergert. Het is een pijnlijke aandoening die wordt veroorzaakt door een afwijking van de wervelkolom. Het is een chronische, progressieve ziekte.
- Cataracten; niet gebruikelijk maar ook voorkomend is staar.
- Oogafwijkingen (bijvoorbeeld entropion) zijn ook niet onbekend bij het ras.
- HOD en Pano; Dit zijn pijnlijke aandoeningen van de botten die zich voordoen tijdens de snelle groeifase van de pup. Ze veroorzaken heftige kreupelheid. HOD is veruit het ernstigst en kan dodelijk zijn. Pano gaat meestal vanzelf over en heeft geen behandeling nodig. HOD staat voor hypertrofische osteodystrofie. Pano is een afkorting voor panosteitis.
- Ziekte van von Willebrand; Een vorm van hemofilie die bij Duitse doggen voorkomt.

Een wereldwijde databank is opgezet met uitgebreid geteste Duitse doggen. De resultaten zijn openbaar.